# 池田継政
池田 継政（いけだ つぐまさ）は、備前岡山藩の第3代藩主。天城池田家5代当主、岡山藩池田家宗家5代。第2代藩主・池田綱政の十七男。母は幸品（水原氏、栄光院）。

## 生涯
元禄15年8月17日（1702年）生まれ。宝永元年（1704年）10月、天城池田家の池田由勝の家督を相続し、保教（やすのり）と名乗る。異母兄吉政（六男）は生まれる前に既に死去、それを受けて嫡男となっていた同母兄政順（十五男）も宝永6年（1709年）に早世したため、実家に戻り後継者に指名された。すでに70歳を超えていた綱政が、成人して子供もいた九男の軌隆を多病として退け続け、幼少の保教を後継者に選んだことに対しては、池田家一族の間で疑問の声が上がった。一族の旗本池田政森は綱政に対し、軌隆を後継者にするのが筋目であり、それがどうしても不本意ならば支藩鴨方藩主の池田政倚（綱政の庶弟池田政言の子）を中継ぎの養嗣子にして保教をその養子（順養子）にすればどうか、と進言しているが、綱政の決定は覆らなかった。なお、天城池田家は同母弟の政純（十八男）が継いだ。
正徳4年（1714年）、父の死去により跡を継いだ。慣例により、将軍（幼少の徳川家継）より偏諱を賜い、池田家通字の「政」と合わせて継政に改名する。正徳5年（1715年）、従四位下、侍従・大炊頭に叙任する。仏教に対して信心が深く、継政は湊山に仏心寺、瓶井山に多宝塔を建立した。領民に対しても善政を敷いた名君であり、享保年間に近隣の諸藩では百姓一揆が頻発して発生したのに対して、岡山藩だけは継政の善政のために一揆が起こらず、平穏を保った。
正徳3年（1713年）8月18日、伊達吉村の次女村子と婚約し、享保7年（1722年）4月23日に村子が輿入れする。元文2年（1737年）10月5日、村子と離縁する。幕府や伊達家に事前に一切相談なく離縁したため、幕府の詮議を受けることになる。また、そのため継政の不行跡といった噂も流布された。継政は噂を気にかけ、隠居の意向を示すようになる。しかし、重臣たちは極官である少将に任官していないため、家格の低下を恐れ、継政に隠居を思いとどまらせ、官位昇進運動を推し進めた。なお、継政の離婚により、池田家と伊達家は絶交状態に陥った。天明4年（1784年）にようやく池田家と伊達家は和解した。
継政は文人としても優れており、絵画や書、能などに才能を現した。特に能楽においては能の舞台図である「諷形図」5巻を著作している。延享元年（1744年）、ようやく左少将に任官する。嫡子宗政の初官が従四位下侍従にならないことや秋田藩主佐竹義峯が先に少将任官をすることを危惧していた。宝暦2年（1752年）12月6日、家督を長男の宗政に譲って隠居し、安永5年（1776年）2月8日に岡山にて死去した。享年75。
隠居中の間、宝暦14年（1764年）に宗政が若くして死去し、孫の治政（当時15歳）が藩主となっており、この補佐にある程度は携わっていたものと思われる。孫の名前を見ての通り、将軍も10代将軍徳川家治の代になっていた。
他に、寛保二年江戸洪水があり、西国大名の手伝い普請に参加した。

## 系譜
- 正室：村子 - 伊達吉村次女
  - 長男：池田宗政（1727年 - 1764年）
- 側室：千代野（西川氏）
  - 次男：池田政喬（1739年 - 1809年） - 池田政純の養子
- 養子
  - 静子（1734年 - 1755年） - 池田政純三女、一条道香政所

## 脚注

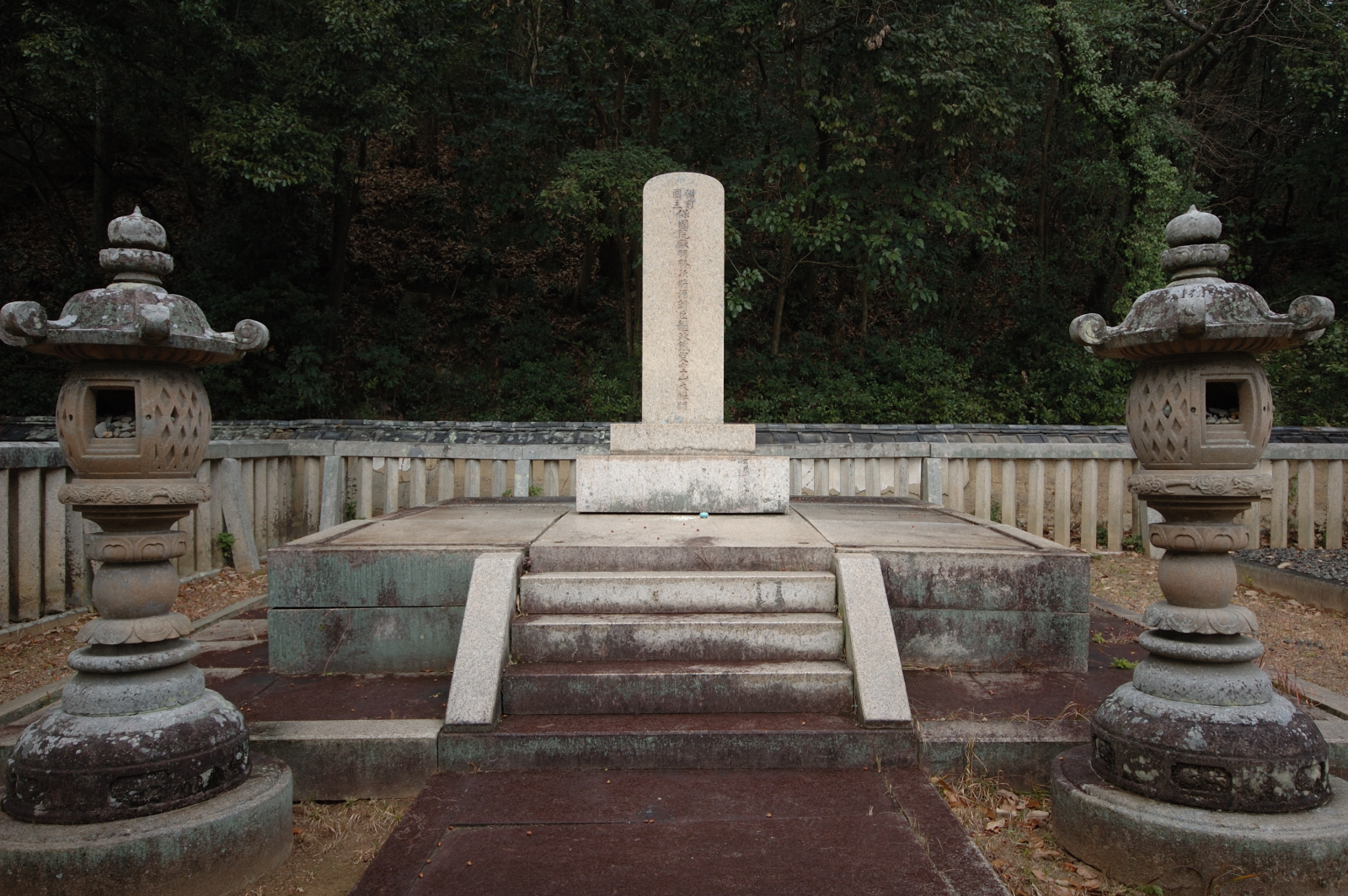
曹源寺の池田継政の墓